# Club Atlético Capurro
El Club Atlético Capurro, o simplemente Capurro, fue un club de fútbol uruguayo de la ciudad de Montevideo. Fue fundado en 1914 y desde el  11 de mayo de 1932 el club desapareció, tras fusionarse con el Olimpia Football Club para dar origen al actual Club Atlético River Plate.

## Historia

Bandera del Club Atlético Capurro.

El 31 de octubre de 1914 se creó el Club Atlético Capurro, y su existencia se extiende hasta 1932. En ese año se concreta la implantación del fútbol profesional en el Uruguay. El 11 de mayo se concreta la fusión del Club Atlético Capurro con el Olimpia Football Club (que había sido fundado el 13 de marzo de 1922) para erigir nuevamente en el ámbito deportivo el nombre de River Plate, uno de los equipos de más relevancia durante el amateurismo, desaparecido algunos años antes (River Plate Football Club).

### Participaciones en Primera División
Capurro participó por primera vez en Primera División en el Campeonato Uruguayo de Fútbol de 1927, trece años después de su fundación, y culminando 12° con 14 victorias, 9 empates y 15 derrotas. La siguiente temporada (1928) el equipo mejoró su pasada participación, alcanzando la séptima posición al tener 11 triunfos, 10 igualdades y 9 caídas. Para el Campeonato Uruguayo de 1929, Capurro terminó el torneo nuevamente séptimo, resultado de 10 victorias, 6 empates y 10 derrotas. Finalmente, su última participación en Primera División fue un deslucido 12° lugar en el campeonato de 1931, culminando como el colista del certamen tras obtener solo 2 triunfos, 2 igualdades y 18 derrotas.

## Datos estadísticos del club
- Temporadas en Primera División: 4
  - Debut: 1927
  - Última participación: 1931

## Palmarés

### Torneos nacionales
- Divisional Intermedia (1): 1924
- Divisional Extra (1): 1922